# Vérszomj (Odaát)
A Vérszomj (Bloodlust) az Odaát című televíziós sorozat második évadjának harmadik epizódja.

## Cselekmény
Miután Dean kocsija elkészült, a fivérek Red Lodge városába mennek, hogy utánanézzenek néhány gyilkosságnak, melyekben az áldozatok fejét levágták.
Sam és Dean újságíróknak kiadva magukat megvizsgálják az egyik levágott fejet, és a fogak alapján megállapítják, hogy az áldozat egy vámpír volt. 
A fiúk este egy bárba térnek be iszogatni, ahol találkoznak egy Gordon Walker nevű vámpírvadásszal. A férfi nem fogadja el a fivérek segítségét, később azonban mégis rászorul: mikor éjszaka egy vámpírral harcol, az felülkerekedik rajt, végül Dean öli meg a vérszívót.
Mialatt Dean Gordonnal mulatja végig az éjszaka hátralévő részét – mialatt Gordon elmeséli neki, hogy húga vámpír általi meggyilkolása miatt lett vadász –, Sam felhívja Ellent és megtudja tőle, hogy Gordon egy nagyon veszélyes vadász. Ám alighogy a beszélgetés véget ér, Samet valaki leüti a motelszobában…
A fiú egy ismeretlen szobában ébred, ahol egy vámpírt és egy vámpírnőt vesz észre. A két fogvatartó elmondja neki, hogy nemsokára elhagyják a várost, és hogy bizonyítsák neki, nem veszélyesek az emberre, elengedik.
A motelbe visszatérve Sam megpróbálja lebeszélni a vámpírok végleg kiirtására induló Gordont és Deant. Gordon nem hiszi el, hogy a vérszívók csak állatokkal táplálkoznának, ezért ellopja Dean kocsikulcsait, majd eltűnik.
Miután Dean egy vita folytán megütötte öccsét, a vezetékek segítségével elindítja autóját, és a vámpírvadász után erednek. Mikor betoppannak, Gordon éppen megölni készül az egyik teremtményt, a másikat pedig már megölte.
A fivérek hiába bizonygatják igazukat, a vadász nem hallgat rájuk. Míg Sam kiviszi a házból a vámpírlányt, Dean és Gordon verekedésbe kezd, ami végül Gordon megkötözésével végződik. A férfit magára hagyják a házban, közölve vele, hogy néhány nap múlva majd valakit érte küldenek, hogy eloldozza.
Winchesterék ezután ismét útnak erednek, előtte azonban még Dean bocsánatot kér öccsétől, és megengedi, hogy visszavágjon az előzőekért, és megüsse, Sam azonban ezt nem teszi meg…

## Természetfeletti lények

### Vámpírok
A vámpírok egyfajta legendabeli lények: emberekre hasonlítanak, ennek ellenére állatok és emberek vérével táplálkoznak, és a mondák ellenére nem mindegyik faj fél a fénytől. 
Fizikai erejük nagy, étkezésüket két hosszúra nyújtható metszőfoggal végzik, az emberek szívdobbanását és szagát pedig kilométerekről megérzik. Elpusztítani vagy megsebezni őket olyan nyílvesszővel lehet, mely holtak vérével van bekenve.

## Időpontok és helyszínek
- 2006. ? – Red Lodge, Montana

## Zenék
- AC/DC – Back in Black
- Journey – Wheel in the Sky
- Long John Hunter – Time and Time Again
- Lil' Ed & The Blues Imperials – Golden Rule
- Lee Rocker – Funny Car Graveyard

## Külső hivatkozások
- Supernatural-Bloodlust az Internet Movie Database oldalon (angolul)